# Temperamental (Elisa Rego)
Temperamental es el título que lleva el cuarto álbum de estudio grabado por la cantante brasilero-venezolana Elisa Rego; álbum que se publica al mercado en el año 2005. Dicho trabajo discográfico sólo sale publicado en formato de disco compacto y es un compilado entre canciones inéditas escritas especialmente para este álbum y algunas versiones "modernizadas" de temas viejos que, de una u otra manera, han sido importantes para la misma Elisa Rego... canciones como "Aire" de la agrupación española Mecano, tema con el que Elisa hizo la 'prueba de talento' que le realizó la disquera Sonografica con el objetivo de ver cómo sonaba su voz. También encontramos en este trabajo una versión de "Amándote", uno de los temas ícono de Colina, un cantautor venezolano de música reagge-pop de la década de los '80. De igual manera hay una versión de "Baila conmigo", canción que diera a conocer originalmente el cantante de rock-pop-fusión Frank Quintero. La misma Elisa toma uno de sus viejos éxitos ("Selva") y la vuelve a grabar de nuevo en una versión menos tecnificada que la incluida en su primer álbum de 1988.

## Grabación del álbum
"Temperamental" es un álbum cuya producción entera es de Willie Croes para Jardín Digital, C.A. y fue grabado por completo en los Estudios AUDIO UNO (Caracas, Venezuela) entre 'dia/mes/año y día/mes/año. Ingeniero de grabación y mezcla: Nucho Bellomo. El álbum fue masterizado en Sterling Sound de Nueva York, EUA, por Chris Gethringer.

Los músicos que intervienen en éste álbum son:
- Guitarras: Hugo Fuguet en las pista 3, 5, 7 y 10.
- Guitarra acústica: Álvaro Falcón en la pista 11.
- Guitarra española: Santos Palazzi en la pista 1.
- Bajo: Henry Paul en las pistas 1, 2, 3, 4, 5, 6, 7, 8 y 10.
- Bajo: Miguel Blanco en la pista 11.
- Saxo tenor: Rodolfo Reyes en la pista 9.
- Armónica: Sergio Mancinelli en la pista 8.
- Voces de acompañamiento: Pedro Castillo en la pistas 3 y 6.
- Voces de acompañamiento: Guillermo Carrasco en la pista 6.
- Voces Rap (invitados especiales): El Chino y El Nacho (Calle Ciega) en la pista 1.
- Teclados en todos los temas y efectos especiales: Willie Croes.
- Voz principal y voces de acompañamiento: Elisa Rego.

## Diseño gráfico al estilo revista
El diseño gráfico de este trabajo discográfico —especialmente el de la portada del álbum— fue diseñado para dar la impresión de que se trata de una revista de farándula tipo "Vanidades", incluso en la selección de colores es bastante similar. Tenemos en primer lugar el nombre del álbum abarcando toda la longitud horizontal de la parte superior de la carátula en una tipografía de tamaño grande y color fucsia. La fotoportada en sí es un close-up del rostro de Elisa Rego. Del lado izquierdo de la portada encontramos líneas de texto que han sido dispuestas estratégicamente para acentuar la apariencia de portada de revista que se le ha querido dar y en donde se menciona el título de dos de las canciones que están incluidas en el disco, "Sospechas" y "Mañana y más".

Algunas de las páginas internas del libreto que viene incluido en el CD-álbum, donde vienen impresas tanto las letras de las canciones y los agradecimientos entre otros datos, están dobladas adrede hacia adentro en la esquina superior-izquierda de cada hoja, como si se tratase de unas hojas de revista de verdad, que… por el continuo hojear de las manos, las puntas de las hojas se van maltratando… En realidad es una impresión en el papel para crear ese efecto, porque realmente las hojas no están dobladas.
- Fotografías: Fran Beaufrand.
- Posproducción fotográfica: Tita Beaufrand.
- Maquillaje: Anthony Tejidor.
- Estilista: Omer Peluquería.
- Concepto y diseño de carátula: Sandro Bassi.[1]

## Los agradecimientos
Como en otros álbumes anteriormente publicados, Elisa Rego incluye un breve texto agradeciendo a todas aquellas personas que de una u otra manera han colaborado en la realización de este proyecto musical.

Agradecimientos: Un día, me vi en la necesidad de comunicarme a través de la música, y no he podido dejar de hacerlo desde entonces.

En esta oportunidad tuve la suerte de trabajar con gente maravillosa.
A todos los músicos que con su talento nos brindaron sus notas, acordes y voces, mil gracias.
A Nucho Bellomo por su dedicación, talento y por hacernos sentir en casa una vez más.
A Miguel Ángel Larralde, por ayudarnos a encontrar el camino.
A Rafael González, por siempre animarnos a seguir, por el psicoanálisis telefónico,
apoyo y amistad. A los panas silenciosos: Ezequiel, Liliana, Gordo Jesús, Alessio, Franco Bellomo, Don Ciccio y Sara.
A nuestra banda en vivo y a nuestro equipo técnico por ayudarnos a llevar esta música.
a todas partes. No quiero perder esta oportunidad para agradecer a los compositores
que participan en este disco. Sus hermosas melodías y letras me inspiraron
de tal manera que hasta fui capaz de tomarme el atrevimiento de versionar estos
temas. Así que a ellos: Ilan Chester, Colina, Frank Quintero, José Ma. Cano y Martha Davis, gracias por la inspiración.
Y de último el agradecimiento más difícil ya que no hay palabras suficientes.
A Willie Croes, gracias por creer en mi, por apoyarme incondicionalmente,
por tu genialidad, por tu música y por la que creamos juntos.
Gracias, Love U.
A todos los que escuchen estas canciones y compartan con nosotros
esta experiencia, gracias.
Elisa Rego

A William y Amarelis por darme la vida.
A Elisa Rego por enseñarme a vivirla.
Willie Croes
Libreto de créditos de las canciones incluido en el CD-álbum: "Temperamental"

NOTA: En la parte inferior-derecha donde aparecen éstos agradecimientos de Elisa Rego, se puede leer debajo de una foto de Elisa estando de pie, con las piernas abiertas y a medio flexionar, el siguiente texto en negrillas: Para Alberto Pérez Perazzo.

## Lista de canciones
| N.º | Título                                                   | Escritor(es)              | Duración |  |
| 1.  | «Sospechas»                                              | Willie Croes / Elisa Rego | 4:14     |  |
| 2.  | «Aire» (versión electrónica)                             | José María Cano           | 4:43     |  |
| 3.  | «Amándote»                                               | Oscar de Jesús Colina     | 3:51     |  |
| 4.  | «Baila conmigo»                                          | Frank Quintero            | 3:50     |  |
| 5.  | «Conmigo» (versión pop - Hip-Hop)                        | Willie Croes / Elisa Rego | 4:00     |  |
| 6.  | «El destino»                                             | Ilan Chester              | 4:22     |  |
| 7.  | «Mañana y más»                                           | Willie Croes / Elisa Rego | 4:02     |  |
| 8.  | «Only The Lonely» (cantada originalmente por The Motels) | Martha Davis              | 3:34     |  |
| 9.  | «Por ese amor»                                           | Frank Quintero            | 4:02     |  |
| 10. | «Yo soy»                                                 | Willie Croes / Elisa Rego | 3:49     |  |
| 11. | «Selva» (versión balada-rock acústica)                   | José Ignacio Martín       | 5:18     |  |